# 1521
1521 (MDXXI) a fost un an comun al calendarului iulian, care a început într-o zi de marți.

## Arte, științe, literatură și filozofie
- 29-30 iunie: Scrisoarea lui Neacșu din Câmpulung către Johannes (Hans) Benkner, judele Brașovului; primul text care s-a păstrat în limba română.
- În timpul circumnavigației lui Ferdinand Magellan în jurul Pământului, Antonio Pigafetta descrie Norii lui Magellan.
- Scrierea Învățăturile lui Neagoe Basarab către fiul său Teodosie.

## Nașteri
- 1 ianuarie: Ioan Vodă cel Viteaz, domn al Moldovei (1572-1574), (d. 1574)
- 8 mai: Petrus Canisius, scriitor și teolog iezuit olandez, pedagog, doctor al Bisericii (d. 1597)
- Sehzade Mehmet, fiul sultanului Suleyman și al lui Hurrem (d. 1543)

## Decese
- 27 aprilie: Fernando Magellan, 40 ani, explorator portughez (n. 1480)